# Lindsay Ellis
Lindsay Carole Ellis (24 november 1984) is een Amerikaanse filmcriticus, youtuber, cinematograaf en auteur. Van 2008 tot 2014 maakte Ellis deel uit van het productiebedrijf Channel Awesome onder de webnaam "The Nostalgia Chick", een tegenhanger van The Nostalgia Critic. In 2014 beëindigde ze haar band met Channel Awesome om zich te concentreren op haar eigen werk. Ze maakt voornamelijk lange video-essays over films (met name Disneyfilms en Transformers) vanuit een sociologisch perspectief.

## Leven en carrière
Ellis groeide op in Johnson City, Tennessee, en behaalde haar bachelor in filmstudies aan de New York University in 2007 en MFA aan de USC School of Cinematic Arts in 2011. Samen met haar vrienden Elisa Hansen en Antonella "Nella" Inserra schreef ze Awoken, een paranormale romantische parodie op Twilight met een vrouw die verliefd wordt op Cthulhu, onder de alias Serra Elinsen. In 2010 schreef en regisseerde ze de documentaire korte film "The A-Word" over de ervaringen van vrouwen met abortus. Tijdens haar studie voor haar MFA werd Ellis geselecteerd om The Nostalgia Chick te hosten, een internetserie gebaseerd op de Nostalgia Critic; ze maakte meer dan honderd video's als onderdeel van de serie voordat ze in 2014 vertrok.
Op haar YouTube-kanaal maakt Ellis regelmatig video's over Walt Disney Pictures-films. Andere werken zijn onder meer "The Whole Plate", een langlopende serie die de filmserie Transformers en het werk van Michael Bay onderzoekt en die meer dan 4 miljoen keer is bekeken, en een driedelige serie over de productie van De Hobbit-trilogie en het effect ervan op de filmindustrie in Nieuw-Zeeland. Deze driedelige documentaire, getiteld The Hobbit Duology (zo genoemd omdat Ellis in eerste instantie van plan was maar twee afleveringen erover te maken), die ze samen met Angelina Meehan schreef en redigeerde, ontving een nominatie voor de 2019 Hugo Awards in de categorie Beste Gerelateerde Werk.
Haar serie Loose Canon onderzoekt de impact van literaire en filmpersonages door de tijd. Sinds 2017 legt haar kanaal de nadruk op video-essays over films. Haar video's worden gemaakt samen met een klein team van parttime medewerkers.
Naast het behandelen van filmonderwerpen heeft ze ook video's gemaakt over het maken van YouTube-content. Ellis presenteert ook de internetserie It's Lit! voor PBS Digital Studios, die trends in de Amerikaanse literatuur verkent als een begeleidend stuk bij The Great American Read op PBS zelf.
Gedurende haar onlinecarrière is Ellis onderworpen geweest aan meerdere intimidatiecampagnes.
In 2019 kondigde Ellis haar debuutroman aan, getiteld Axiom's End, die in juli 2020 zou verschijnen.
Begin 2020 was Ellis medeoprichter van MusicalSplaining, een podcast waarin ze samen met regisseur en illustrator Kaveh Taherian elke twee weken een andere musical bespreekt. Hoewel de podcast is gemaakt op basis van het feit dat Ellis van musicals houdt en Taherian er juist een hekel aan heeft, worden de twee vaak door elkaar beïnvloed.

## Publicaties
- Axiom's End, 2020
- Truth of the Divine, 2021

## Privéleven
Ellis is biseksueel. Anno 2019 woonde ze in Los Angeles.